# 讓-路易·迪布勒東
讓-路易·迪布勒東（法語：Jean-Louis Dubreton，1773年1月18日—1855年5月27日），法蘭西帝國將軍。在拿破崙戰爭期間的指揮數支師級部隊。曾在1812年的布哥斯圍城戰中擊敗威靈頓公爵的進攻部隊，使法軍獲得了輝煌的戰略勝利。
迪布勒東於1790年時加入共和國軍隊。他於1801年在義大利升任為營長。在荷蘭與德意志地區服役後，他於1811年8月被任命為准將。他隨後被調任至西班牙戰場，在布哥斯圍城戰中給予威靈頓慘痛的失利。1813年秋季，他被調派至德意志地區，於德勒斯登、萊比錫與哈瑙等戰役指揮師。他在波旁復辟後被任命為數個軍事職務，於1819年被封為男爵。